# ライダーズ・オブ・ジャスティス
『ライダーズ・オブ・ジャスティス』（デンマーク語: Retfærdighedens Ryttere; 英: Riders of Justice）は、2020年のデンマークのブラックコメディ・ドラマ映画。監督・脚本はアナス・トマス・イェンセン、出演はマッツ・ミケルセンとニコライ・リー・カースなど。
妻を鉄道事故で失った軍人が事故を仕組んだ犯罪者集団へ復讐する姿を描いている。

## ストーリー
マチルデは列車事故で母親を亡くし、アフガニスタンに派遣されている父親のマークスは、悲しみに暮れる娘を慰めるために帰国する。マチルデとマークスは、この悲劇を受け入れることができなかった。しかし、マークスはオットーという名前の男（マークスの妻と同じ列車に乗っていた）から、列車事故は偶然ではなく、バイクギャング「ライダーズ・オブ・ジャスティス」のボスに対する証拠を提出しようとしていた重要な証人を抹殺するための計画的な殺人であることを知らされる。マークスは、妻の仇を討ち、妻の殺害に関与するすべての人間を殺すことを心に誓う。

## キャスト
※括弧内は日本語吹替
- マークス・ハンセン: マッツ・ミケルセン（藤真秀） - 軍人。
- オットー・ホフマン: ニコライ・リー・カース（菊池康弘） - 数学者。右手が不自由。
- マチルデ・ハンセン: アンドレア・ヘイク・ゲーゼベウ（デンマーク語版）（朝井彩加） - マークスの娘。
- レナート・ガーナー・ニルセン: ラーシュ・ブリグマン（英語版）（斎藤寛仁） - 数学者。オットーの相棒。
- ウルフ・エメンタール: ニコラス・ブロ（魚建） - 顔認証の専門家。情緒不安定な巨漢。
- ボダシュカ・リトビネンコ: グスタフ・リンド（英語版）（遠藤航） - パレが買った男娼。ウクライナ人。
- カート・“タンデム”・オーレセン: ローランド・ムーラー（谷内健） - ギャングのボス。
- シリウス: アルバト・ルズベク・リンハート（デンマーク語版） - マチルデの恋人。
- エマ: アンヌ・ビルギッテ・リンド - マークスの妻。マチルデの母。
- パレ・オーレセン: オマール・シャガウィー（デンマーク語版） - タンデムの弟。電気技師。
- アハロン・ナハス・シャディッド: オマール・シャガウィー - パレに似たエジプト在住の歯科技工士。
- ケネス: ヤコブ・ローマン（デンマーク語版）
- ノア: ヘンリク・ノエル・オールセン
- エイドリアン: ゴスタフ・ディークヤール・ギーゼ

## 音楽
- 讃美歌

## 評価

### 興行収入
この映画は2020年11月19日にデンマークの映画館で公開され、週末のオープニングとプレミア上映で150,486枚のチケットを販売した。この年のデンマークの週末のオープニングでは、『アナザーラウンド』を抜いて最も売れた作品となった。

### レビュー
この映画は、デンマークのマスコミから好意的な批評を受けた。
Politiken紙は『ライダーズ・オブ・ジャスティス』を「アナス・トマス・イェンセンの『Flickering Lights』以来の最高の映画」と評価し、6つのハートのうち5つを付けた。 
B.T.紙は「この映画には、以前のアナス・トマス・イェンセンの作品のような印象的なシーンはないが、『アナザーラウンド』のような大きな感動がある」としている。
Rotten Tomatoesによれば、135件の評論のうち高評価は96%にあたる130件で、平均点は10点満点中8点、批評家の一致した見解は「ダークでユーモラスな復讐スリラーで満足のいく深みとちょっとした心地よい捻りがある『ライダーズ・オブ・ジャスティス』は、マッツ・ミケルセンが万能の主役であることを改めて証明する作品である。」となっている。
Metacriticによれば、25件の評論のうち、高評価は24件、賛否混在は1件、低評価はなく、平均点は100点満点中81点となっている。